# Ren'Py
O Ren'Py Visual Novel Engine é uma ferramenta (motor de jogo) de construção de jogos open source que facilita a criação de visual novels, um sub-gênero de jogos de aventura, onde o jogador assume o lugar do personagem principal, cujas interações se dão mais por escolhas narrativas. Ao contrário de outras ferramentas populares de visual novel, tais como NScripter, o Ren'Py juntou Ren'ai (um subgênero de Visual novel com o tema romance) com Python. Ren'py utiliza uma linguagem de programação própria, inspirada em Python, chamada de linguagem Ren'Py, mas é possível utilizar a linguagem de programação Python também, sendo esta necessária para recursos mais avançados. Ren'py, por ser fácil de utilizar e de modificar, é usado em todo mundo para fazer desde visual novels, a jogos mais avançados como dating sims; e suporta a implementação de batalhas em turnos, movimentação simples de mapa e até animações e DLCs. Devido a isso, se mostrou atraente para entusiastas de todo o mundo, tendo mais de 4500 jogos publicados usando o Ren'Py, quase todos em Inglês.

## Recursos
Ren'Py suporta todos os recursos que uma visual novel costuma ter, como: ramificações nas histórias; escolhas narrativas; a função Skip (pular o texto); salvar e carregar jogos; revisitar momentos passados na história; transições de cena; animação de sprites (personagens de uma visual novel); animação de partículas simples; vídeos; e entre outras coisas.
Além disso, com a junção de Python e Ren'Py, é possível realizar mudanças e tomar o uso de recursos ainda mais significativos, como mudar a opacidade dos personagens, usar sistema de calendário ou diminuir a claridade dos personagens conforme turno de fala.
Os scripts do Ren'Py têm um formato de roteiro, como sintaxe, e ainda podem ser incluídos blocos de código em Python para permitir que usuários adicionem novos recursos. Além disso, no options.rpy existem linhas para esconder e encriptar os recursos usados dentro do jogo a fim de proteger o direito autoral.
O Ren'Py também conta com uma ferramenta para gerar scripts a fim de serem traduzidos em qualquer idioma que o desenvolvedor deseje. Suporta vários formatos de imagens como, PNG, JPG, WEBP, BMP, entre outros, assim como diversos formatos de aúdios. Além disso, o Ren'py também conta com a tradução do programa em português brasileiro. 
Recomenda-se o uso de um editor de texto mais específico no caso de desejo de aprofundamento, como o Visual Studio Code — que, nele, existe um plugin do próprio programa, podendo ser instalado facilmente pelo usuário, tanto de forma externa (fora do Ren'Py) quanto interna (pelo próprio Ren'Py) — ou o PyCharm para o uso mais aproveitado do launcher. 
Ren'Py é construído em Python e Pygame, e é oficialmente suportado em Windows, Mac OS X, Linux, Html5 e Android.

## Como instalar o Ren'py
- Primeiro passo: vá para https://www.renpy.org
- Escolha a versão (mais recente);
- Baixar o arquivo "SDK 7z.exe";
- Execute o arquivo para instalação e coloque em uma nova pasta na área de trabalho chamada "Ren’Py";
- Uma nova pasta será criada e, dentro dela terá o executável do Ren’Py pronto para o uso.

## Notáveis jogos em Ren'Py
- Summer Session
- Katawa Shoujo
- Digital: A Love Story
- Doki Doki Literature Club!
- Error 143
- Teachers with love and passion
- Butterfly Soup

## Ligações Externas
- Ren'Py website (em inglês)
- Site com tutoriais do Ren'py  (em português)
- Esta página contém traduções da interface Ren'Py em várias línguas (em inglês)
- Ren'py games no Itch-io
- Feature list (em inglês)
- Ren'Py forum (em inglês)
- Ren'Py-related Interview with PyTom for AnimeFringe (em inglês)
- Página do Facebook (em inglês)
- Documentação (guia oficial do Ren'py) (em inglês)